# 함수정
함수정(1962년 7월 27일~)은 대한민국의 성우이다. 1986년 KBS 20기 공채 성우로 데뷔하였다. 2019년 초반부터 이민을 간 상태이며 이후 그녀가 맡은 캐릭터인 에디의 경우 파일만 따로 녹음해서 보내준다고 한다.

## 후임
함수정을 계승한 성우.
- 김현지 - '에디' (뽀롱뽀롱 뽀로로)
- 여민정 - '오로라 공주' (주먹왕 랄프 2: 인터넷 속으로)
- 전진아 - '제시' (토이 스토리 4)
- 이용순 - '엄마' (구름빵)
- 소연 (성우) - '진저' (치킨 런)

## 출연 작품

### 애니메이션
- 101 달마시안 (KBS) - 아니타
- 4차원 탐정 똘비 (KBS) - TP 레이디
- 구름빵 1~2기 - 엄마
- 꼬비꼬비 (KBS) - 리나
- 내 친구 아서 (EBS) - 머피
- 들장미 소녀 린 (SBS)
- 디어 브라더 (투니버스) - 미애
- 디지몬 테이머즈 (KBS) - 양 선생, 레나몬
- 디지몬 프론티어 (애니원) - 라나몬 / 카르마라몬
- 쪽빛보다 푸르게 (애니원) - 카구라자키 미야비
- 리틀 피플 (EBS) - 보솜
- 릴로 & 스티치 (KBS) - 나니
- 마법기사 레이어스 (SBS) - 윈디
- 마법소녀 리나 (SBS) - 나나
- 마이너리그 (EBS) - 단장
- 몬스터 팜 (SBS) - 루시피나
- 보리와 짜구 (KBS) - 푸득이
- 빅토리 구슬동자 (SBS) - 슈링게
- 빨강머리 앤 (EBS) - 다이애나
- 뽀롱뽀롱 뽀로로 (EBS) - 에디
- 사랑은 정말 (투니버스) - 유마리
- 사랑해 클리포드 (EBS) - 아미
- 샤먼킹 (애니원) - 게인
- 소년탐정 김전일 (투니버스) - 마리아
- 선물공룡 디보 (EBS) - 애니
- 사랑의 천사 웨딩피치 (SBS) - 카츄샤
- 수호요정 미셸 (KBS) - 포요
- 슈퍼와이 (EBS) - 프린세스 피
- 신나는 고양이 식당 (EBS) - 핑크 부인
- 아이들의 장난감 (애니원) - 엄마
- 아즈망가 대왕 (투니버스) - 주세미
- 야! 러그래츠 (EBS) - 수지
  - 컸다, 러그래츠 (EBS) - 수지
- 엑소특공대 (SBS) - 매기 웨스턴
- 여신전사 (투니버스) - 성미
- 영광의 레이서 (KBS) - 유혜리
- 올림포스 가디언 (SBS)
- 왈가닥 작은 아씨 (KBS) - 데이지
- 요절복통 탈리스의 모험 (EBS) - 엄마
- 은비 까비의 옛날 옛적에 (KBS)
- 이너레인저 (EBS) - 로라
- 이누야샤 (애니원) - 지네괴물
- 인형공주 리카 (KBS) - 이브
- 잠의 요정 나일러스 (EBS) - 케이트
- 전사 골리앗 (KBS) - 엘리사
- 정글 모험왕 (KBS) - 바키라
- 지구용사 벡터맨 (KBS) - 레디아 공주 / 버지니아
- 채채퐁 김치퐁 (KBS) - 파롱
- 초기동전설 다이나기가 (투니버스) - 송 교관
- 출격 로보텍 (SBS) - 클로디아
- 타잔 (KBS) - 터크 / 월썸 부인 / 웨이트리스
- 탱구와 울라숑 (KBS) - 루키
- 토끼네 집으로 오세요 (EBS) - 앵두
- 투모야 친구들 (EBS) - 마피 / 해설

### 극장용 애니메이션
- 개미 - 발라 공주
- 니모를 찾아서 - 피치
- 돌아온 영웅 홍길동 (MBC) - 할머니
- 라따뚜이 - 꼴레뜨
- 루니 툰 : 백 인 액션 - 케이트 워크
- 릴로 & 스티치 1/2 - 나니
- 로봇 - 캐니
- 뮬란 2 - 팅팅 공주
- 발토 (SBS) - 제나
- 보물성 - 아멜리아 선장
- 뽀로로 극장판 슈퍼썰매 대모험 - 에디
- 뽀로로 극장판 공룡섬 대모험 - 에디
- 뽀로로 극장판 바닷속 대모험 - 에디
- 스타체이서 (KBS) - 아비아나
- 어머! 물고기가 됐어요 - 플라이와 스텔라의 엄마
- 잠자는 숲속의 공주 - 오로라공주
- 치킨 런 - 진저
- 치킨 리틀 - 에비
- 토이스토리 2~3 - 제시
- 헤라클레스 - 그리스인
- 101마리 강아지 1~2 - 아니타

### 외화

#### 전담 배우
- 위노나 라이더
  - 가위손 (KBS) - 킴
  - 드라큘라 (KBS) - 미나
  - 엑소시즘 (KBS) - 마야
  - 영혼의 집 (KBS) - 블랑카
  - 작은 아씨들 (KBS) - 조

#### 드라마
- 로저의 단짝친구들 (EBS) - 선생님
- 베이사이드의 얄개들 (SBS) - 제시 (엘리자베스 버클리)
- 스티븐 킹의 킹덤 (KBS) - 나탈리(수키 카이저)
- 파워포스레인저 (SBS) - 톡시카
- 판관 포청천 (KBS) - 석옥노
- 태스크포스캅 (텔레노벨라) - 제키

#### 영화
- 34번가의 기적 (KBS) - 도리 월커 (엘리자베스 퍼킨스)
- 7번째 사진 (KBS) - 헬레나 (루시 제드닉코바)
- 갱스터 초치 (KBS) - 미리엄 (테리 페토)
- 검은 고양이 흰 고양이 (KBS) - 이다 (브랑카 카틱)
- 경천 12시 (KBS) - 테러범(장금옥)
- 구두가 발에 맞는다면 (SBS) - 베노니카(엘리자베스 비탈리)
- 글래디에이터 (SBS) - 푸실라 (코니 닐센)
- 길버트 그레이프 (KBS) - 엘렌 그레이프 (메리 케이트 쉘하트)
- 나니아 연대기: 새벽 출정호의 항해 - 하얀 마녀 (틸다 스윈튼)
- 나의 사랑 나의 기사 (KBS)
- 남자의 세계 (KBS) - 이네스 (클라우디아 미첼센)
- 낫싱 엘스 (KBS) - 조피 (커터 도보)
- 내 사랑 신디 (KBS) - 신디 (아만다 피터슨)
- 내 생애 최고의 데이트 (SBS) - 안젤리카 (캐스린 한)
- 내게 너무 멋진 서쪽 나라 (KBS) - 쏘리나 (앙카-로아나 안드론)
- 뉴튼 보이즈 (KBS) - 루이즈 브라운 (줄리아나 마걸리스)
- 도시의 블루스 (KBS) - 티나 (수잔 세인트 제임스)
- 도학위룡 3 (SBS) - 킬러(주해미)
- 돈가방을 든 수녀 (SBS)
- 동거남녀 (KBS) - 샤우통 (정수문)
- 동굴 속의 비밀 (SBS)
- 듄 (SBS) - 챠니(숀 영)
- 딥 식스 (SBS) - 콜린스 (낸시 에버하드)
- 딥 임팩트 (SBS) - 제니 (테아 레오니)
- 러브 스토리 (KBS) - 제니 (알리 맥그로우)
- 리딕: 헬리온 최후의 빛 (KBS) - 댐 바코 (탠디 뉴튼)
- 마녀의 산 (KBS)
- 마니 (KBS) - 릴 (다이안 베이커)
- 맬리스 (SBS)
- 못말리는 가족 (KBS) - 하이디 (에스더 쉬베니스)
- 방탄승 (SBS) - 니나 (빅토리아 스머핏)
- 백 투 더 퓨처 (KBS) - 로레인 (리 톰슨)
  - 백 투 더 퓨처 2 (KBS) - 로레인 (리 톰슨)
  - 백 투 더 퓨처 3 (KBS) - 로레인 (리 톰슨)
- 베른의 기적 (SBS) - 안네트 애커만 (카타리나 바커나겔)
- 병사의 낙원 (KBS)
- 비각칠 2 (SBS) - 두목의 부하
- 비둘기가 날 때 (KBS) - 상인(클레어 뮬란)
- 비밀과 거짓말 (SBS) - 홀테스 (마리안느 장-밥티스트)
- 비치 (SBS) - 프랑소와즈 (비르지니 로도엥)
- 사랑 게임 (SBS)
- 사랑의 경주 (KBS) - 디나(조 알)
- 사랑의 묘약 (SBS)
- 사막의 뱀파이어 (SBS)
- 새벽의 비밀 (KBS)
- 섹슈얼 프렌즈 (KBS) - 도나 (엠버 벤슨)
- 소공녀(KBS) - 로즈(아니타 루이스)
- 소비버 탈출 (SBS)
- 숲 속의 눈동자 (KBS)
- 슈퍼맨 2 (KBS) - 우사 (사라 더글라스)
- 스네이크 아이즈 (SBS) - 줄리아 (칼라 구기노)
- 스트리트 파이터 (KBS) - 캐미 중위 (카일리 미노그)
- 아나콘다 (KBS) - 데니스 (캐리 우러)
- 아빠, 비밀은 없어 (KBS)
- 어둠 속의 8일 (KBS) - 스테파니 (지나 맥키)
- 어쌔신 (KBS) - 이웃집 주민(켈리 로완) / 동물 가게 주인(헤더 L. 하틀리)
- 에드 우드 (KBS) - 돌로레스 풀러 (사라 제시카 파커)
- 에어포트 (KBS) - 그웬 (재클린 비셋)
- 엑스페리먼트 (KBS) - 도라(마렌 에거트)
- 여름연가 (KBS) - 오케드 어머니
- 오스틴 파워 (SBS) - 펠리시티 (헤더 그레이엄)
- 올랜도 (KBS)
- 왕자와 거지 (KBS) - 제인(펠리시티 딘)
- 웨딩 플래너 (SBS) - 메어리 (제니퍼 로페즈)
- 웨이트 오브 워터 (KBS) - 애덜라인 (엘리자베스 헐리)
- 유니버설 솔저 (KBS) - 베로니카 로버츠(앨리 워커)
- 인간 로케티어 (KBS) - 제니 (제니퍼 코넬리)
- 인조인간 오토매틱 (SBS) - 엡실론 (마진 홀든)
- 일 포스티노 (KBS)
- 장미의 전쟁 (KBS)
- 절대쌍교 (KBS) - 이화공주(장민)
- 죽음의 카운트다운 (KBS)
- 존 큐 (KBS) - 클레인(라리사 라스킨)
- 차스키 차스키 (KBS) - 엄마 (알렉산드라 래파포트)
- 채플린 (KBS) - 에드나 (페넬로페 앤 밀러)
- 천녀유혼 2 (SBS) - 월지 (리자신)
- 청혼 (KBS) - 버클리 (브룩 쉴즈)
- 캘리포니아 여자 (KBS) - 루시 (캐서린 코우시)
- 컬러 오브 머니 (KBS) - 칼멘 (메리 엘리자베스 매스트란토니오)
- 코만도 (KBS) - 신디(레이 돈 총)
- 쿨러닝 (KBS) - 자메이카 아이(커위 커) / 호텔 종업원
- 크래쉬 (KBS) - 리아 (제니퍼 에스포지토)
- 킬 빌 (SBS) - 엘 (대릴 해나)
  - 킬 빌 2 (SBS) - 엘 드라이버 (대릴 해나)
- 툼 스톤 (KBS) - 모건의 부인(리사 콜린스)
- 폴리스 스토리 2 (SBS) - 회장의 비서(황만응)
- 프로젝트 A (KBS) - 위니(황만응)
- 프리 머니 (KBS)
- 하나 그리고 둘 (KBS) - 쉐리 (가소운)
- 하우스 어레스트 (SBS)
- 헌티드 힐 (KBS) - 사라 (알리 라터)
- 헬레이저 5 (KBS) - 멜라니 (노엘 에반스)
- 화성인 마틴 (KBS) - 브레이스 (엘리자베스 헐리)
- 화이트 히어로 (KBS) - 밤비 (샐리 리차드슨)

### 영화(배우로 출연)
- 정글 스토리 - 지우 처

### 방송
- 포토다큐 (KBS) ('장나라' 편 출연)

### 게임
- 커맨드 앤 컨커: 레드 얼럿 2 - 타냐
- 여걸이 되자 - 마유미